# Jean-Claude Paix
Jean-Claude Paix, né le 1er janvier 1945 à Toulon, est un homme politique français.

## Biographie
Il crée le club de natation synchronisée Toulouse Nat'Synchro en 1983.
Il est élu député en juin 1994 lors d'une élection législative partielle consécutive à la démission de Dominique Baudis de l'Assemblée nationale, face au socialiste Jean-Jacques Mirassou.
Conseiller général sortant du canton de Toulouse-4, il est battu aux élections cantonales de 2004 par le socialiste Jean-Michel Fabre.

## Mandats électifs
- Député de la première circonscription de la Haute-Garonne (1994-1997)
- Conseiller général du canton de Toulouse-4 (1989-2004)
- Adjoint au maire de Toulouse (jusqu'en 2008)